# Pteromicra steyskali
Pteromicra steyskali är en tvåvingeart som beskrevs av Foote 1959. Pteromicra steyskali ingår i släktet Pteromicra och familjen kärrflugor. Inga underarter finns listade i Catalogue of Life.